# Bryan Habana
Bryan Gary Habana (Benoni, 12 juni 1983) is een voormalig Zuid-Afrikaanse rugbyspeler en een van de top try scorers van rugby union. Hij speelde voor de Springboks, het nationale team van Zuid-Afrika, waarmee hij in 2007 wereldkampioen werd.
Habana is samen met de Nieuw-Zeelander Jonah Lomu recordhouder met de vijftien gescoorde Try's tijdens een Wereldkampioenschap rugby.